# Гренадерка

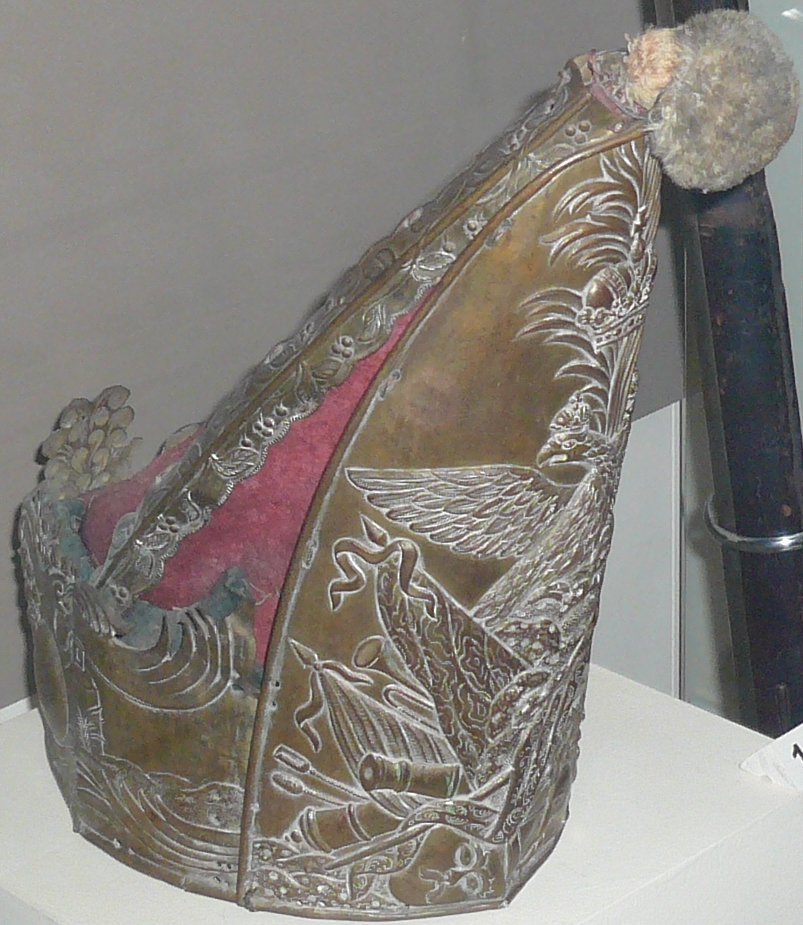
Гренадерка російської армії в Музею історії Азербайджану.

Гренаде́рка, гренадерська шапка (нім. Grenadiermütze — шапка гренадера, англ. grenadier mitre cap — гренадерська митра) — головний убір гренадерів. Мала характерну гостроконечну форму, спереду прикрашалася мідною чи латунною бляхою.
Поява в гренадерів гострокінцевої шапки без крисів замість звичайного капелюха була пов'язана з необхідністю виконовувати рушничні прийоми перед метанням гранат. За командою «Гренадери, рушниці за спину!» гренадер, тримаючи лівою рукою рушницю за шийку приклада, виносив її на витягнутій руці перед собою. При цьому він правою рукою максимально відводив направо погонний ремінь рушниці. Далі гренадер схрещував зігнуті в ліктях руки перед собою, таким чином, щоб лікоть правої руки проходив над лівою рукою. Після цього він перекидав рушницю за спину так, щоб її приклад опинявся праворуч внизу. Виконати такий прийом у звичайній треуголці було вельми проблематично, адже її криси не могли пройти між рушницею і ременем. Окрім того гострокінцева шапка полегшувала й метання гранат — їх кидали правою рукою знизу догори, через голову.
Гренадерки були прийняті в збройних силах Російської і Германської імперій, Персії, Саксонії, Британії і Швеції. В інших державах (Франція, Австрія, Італія, Іспанія, Баварія) для гренадерів був створений інший головний убір — висока ведмежа шапка, прикрашена козирком, кутасами і султаном (надалі її перейняли Британія і Саксонія). В армії Пруссії волохатими шапками споряджали виключно підрозділи сформовані з австрійських дезертирів.

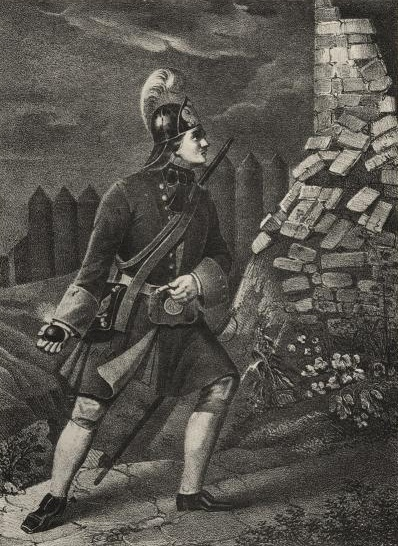
Гренадер Л. Гв. Преображенського полка, з 1700 по 1732 рік
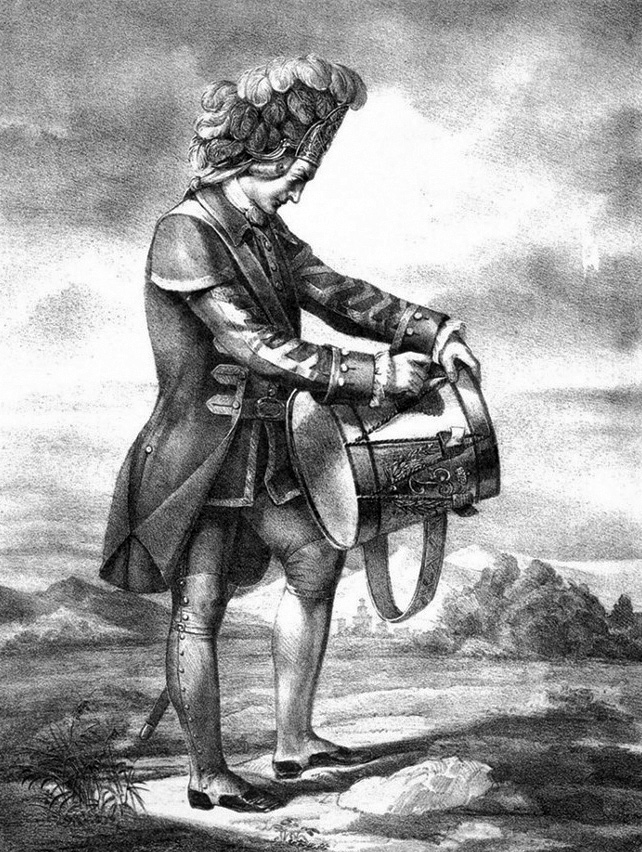
Барабанщик Лейб-Компанії, з 1742 до 1762 року.
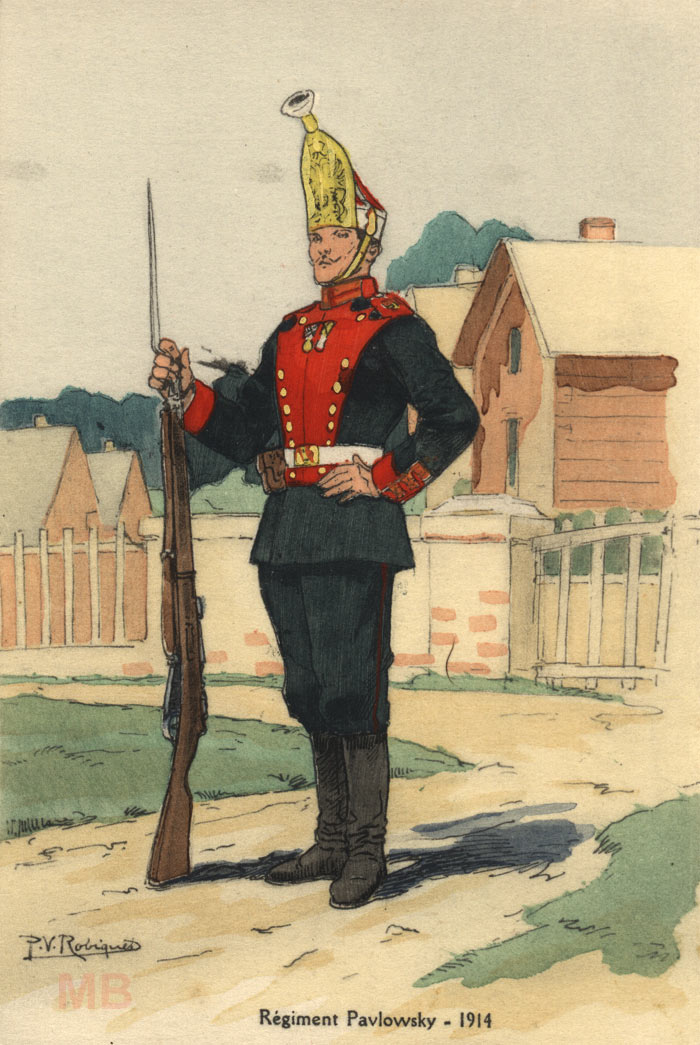
Гренадер, Лейб-гвардії Павловський полк, 1914 рік.
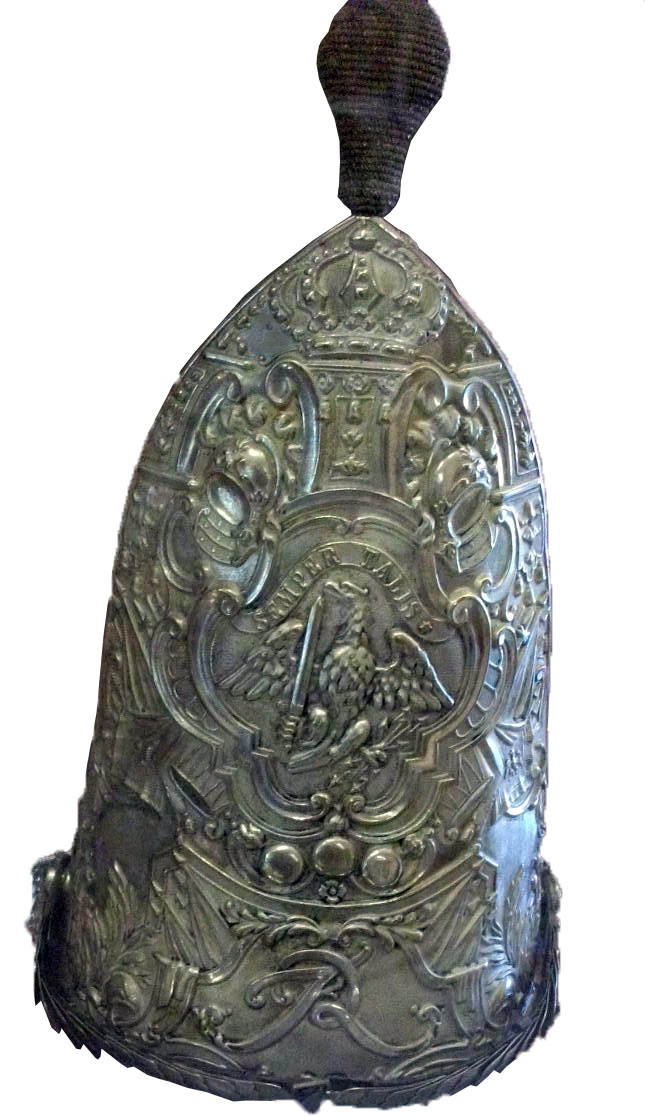
Каска прусського гвардійського фузилера